# Raión de Dobrovelychkivka
Dobrovelychkivka (en ucraniano: Добровеличківський район) es un raión o distrito de Ucrania en el óblast de Kirovogrado. 
Comprende una superficie de 1297 km².
La capital es la ciudad de Dobrovelychkivka.

## Demografía
Según estimación 2010 contaba con una población total de 42958 habitantes.

## Otros datos
El código KOATUU es 3521700000. El código postal 27000 y el prefijo telefónico +380 5253.